# Bythocarides menshutkinae
Bythocarides menshutkinae is een garnalensoort uit de familie van de Hippolytidae. De wetenschappelijke naam van de soort is voor het eerst geldig gepubliceerd in 2002 door Sokolov.